# Draft NFL 1941
Il Draft NFL 1941 si è tenuto il 10 dicembre 1940 al Willard Hotel di Washington.
Malgrado il possedere tre scelte nel primo giro, solo Norm Standlee giocò mai per i Chicago Bears.

## Primo giro
|  | = Hall of Famer |

| Scelta | Squadra                                 | Giocatore         | Ruolo       | College    |
| ------ | --------------------------------------- | ----------------- | ----------- | ---------- |
| 1      | Chicago Bears (Dai Philadelphia Eagles) | Tom Harmon        | Halfback    | Michigan   |
| 2      | Chicago Cardinals                       | John Kimbrough    | Fullback    | Texas A&M  |
| 3      | Chicago Bears (Dai Pittsburgh Steelers) | Norm Standlee     | Fullback    | Stanford   |
| 4      | Cleveland Rams                          | Rudy Mucha        | Centro      | Washington |
| 5      | Detroit Lions                           | Jim Thomason      | Halfback    | Texas A&M  |
| 6      | New York Giants                         | George Franck     | Halfback    | Minnesota  |
| 7      | Green Bay Packers                       | George Paskvan    | Center      | Wisconsin  |
| 8      | Brooklyn Dodgers                        | Dean McAdams      | Halfback    | Washington |
| 9      | Chicago Bears                           | Don Scott         | Quarterback | Ohio State |
| 10     | Washington Redskins                     | Forest Evashevski | Quarterback | Michigan   |

## Hall of Fame
All'annata 2013, un giocatore della classe del Draft 1941 è stato inserito nella Pro Football Hall of Fame:
- Tony Canadeo, Halfback dalla Gonzaga University scelto nel nono giro (77º assoluto) dai Green Bay Packers.

Induzione: Professional Football Hall of Fame, classe del 1974.